# Galápagos-Reisratten
Die Galápagos-Reisratten (Nesoryzomys) sind eine auf den Galápagos-Inseln lebende Nagetiergattung aus der Gruppe der Neuweltmäuse. Sie umfassen fünf Arten, von denen zwei bereits ausgestorben sind. Sie sind eng mit den Reisratten (Oryzomys) verwandt und werden manchmal in diese Gattung eingegliedert.

## Merkmale
Diese Tiere erreichen eine Kopfrumpflänge von 10 bis 20 Zentimeter und eine Schwanzlänge von 8 bis 14 Zentimeter. Das Fell ist je nach Art schwarzgrau, bräunlich oder rötlich gefärbt, charakteristisch ist die langgezogene Schnauze.

## Lebensraum und Lebensweise
Galápagos-Reisratten sind nachtaktiv und nutzen Felsspalten oder Erdbaue als Unterschlupfe. Ansonsten ist über ihre Lebensweise wenig bekannt. Das Aussterben der meisten Arten steht vermutlich mit der Einschleppung von Wander- und Hausratten in Zusammenhang. Die Bestände auf der Insel Fernandina, wo es keine eingeschleppten Ratten gibt, sind noch vorhanden.

## Systematik
Es werden fünf Arten unterschieden:
- Die Darwin-Reisratte (Nesoryzomys darwini) kam auf Santa Cruz vor und wurde zuletzt 1930 gesehen. Sie gilt als ausgestorben.
- Die Kleine Fernandina-Galapagosratte (Nesoryzomys fernandinae) lebt auf Fernandina. Sie wurde 1979 auf der Basis von zwei Schädeln aus Eulengewöllen erstbeschrieben und 1997 wiederentdeckt.
- Die Indefatigable-Galapagosratte (Nesoryzomys indefessus) war auf Santa Cruz (ehemals Indefatigable) endemisch. Sie wurde zuletzt 1934 gesehen und gilt als ausgestorben.
- Die Große Fernandina-Galapagosratte Nesoryzomys narboroughi ist auf Fernandina endemisch und gilt als gefährdet.
- Die Santiago-Galapagosratte (Nesoryzomys swarthi) ist auf San Salvador endemisch.